# Elliot Minor
Elliot Minor ist eine fünfköpfige britische Rockband aus dem nordenglischen York. 

## Bandgeschichte
Alex Davies und Ed Minton besuchten dieselbe Schule in Uppingham, wo sie gemeinsam den klassischen Musikunterricht besuchten und im Schulchor sangen. Sie freundeten sich an und machten gemeinsam Musik und gründeten schließlich gemeinsam mit Dan Hetherton die Band The Academy. Sie machten ihre eigenen Musikaufnahmen und ergänzten die Besetzung um einen Keyboarder und einen Bassisten, um Ali Paul und Dans Bruder Teddy.
Anfang 2006 fanden sie mit Repossession Records ein Label und machten ihre ersten Plattenaufnahmen. Außerdem benannten sie sich um in Elliot Minor.
Die Band legte einen sehr erfolgreichen Karrierestart hin, ihre ersten beiden Singles Parallel Worlds und Jessica kamen jeweils auf Platz 1 der Indie-Charts und unter die Top 40 der offiziellen britischen Charts. Zwei weitere erfolgreiche Singles folgten, bevor im April 2008 ihr Debütalbum mit dem Bandnamen als Titel erschien. Es erreichte Platz 6 in Großbritannien. Seit 2008 versuchen Elliot Minor auch auf dem europäischen Kontinent Fuß zu fassen und haben unter anderem auch in Deutschland einige Auftritte zusammen mit Simple Plan absolviert.

## Bandmitglieder
- Alex Davies, Sänger, Gitarrist und Songwriter
- Ed Minton, Sänger und Gitarrist
- Dan Hetherton, Schlagzeuger
- Teddy Hetherton, Bassist
- Ali Paul, Keyboard und Synthesizer

## Diskografie
Alben
- Elliot Minor (2008)
- Solaris (2009)
- Solaris Acoustic (2010)

Singles
- Parallel Worlds (2007/2008)
- Jessica (2007)
- The White One Is Evil (2007)
- Still Figuring Out (2008)
- Time After Time (2008)